# Lindenberg im Allgäu

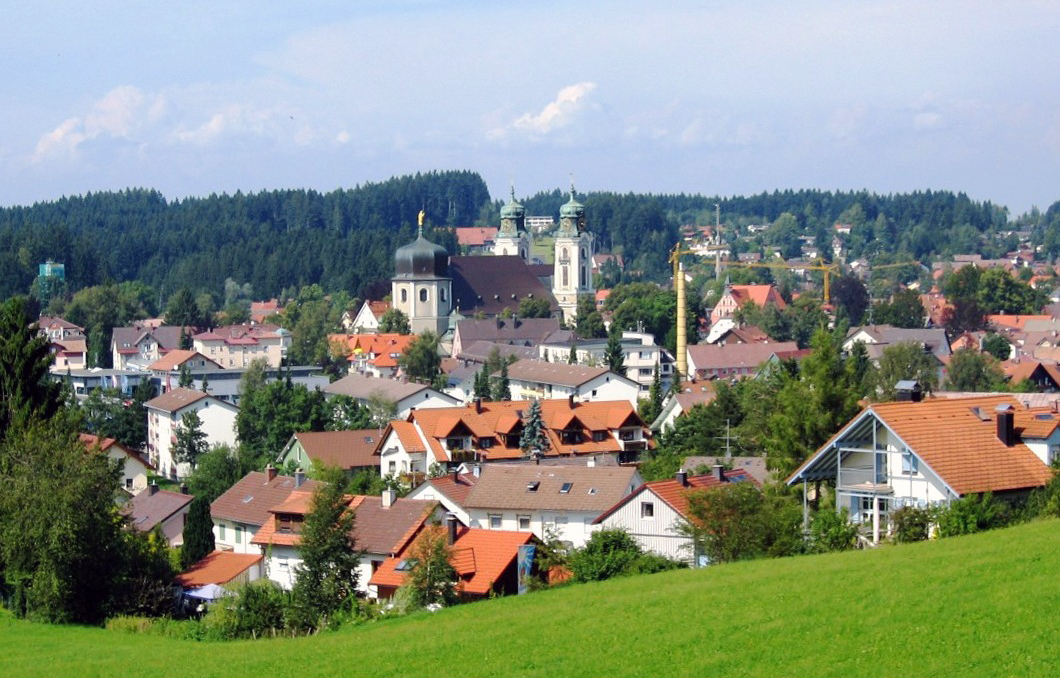
Stadt Lindenberg im Allgäu

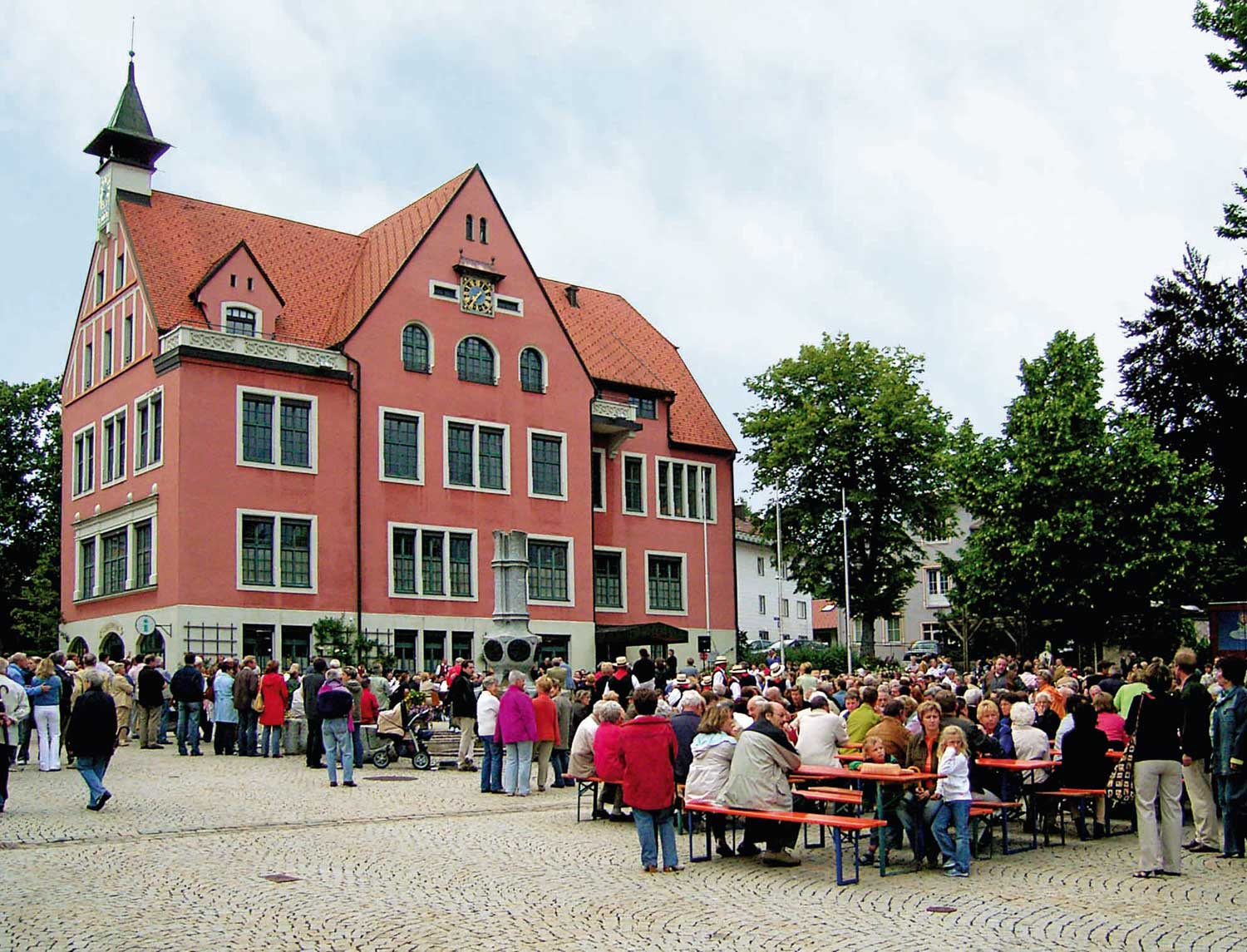
Lindenberg im Allgäu, Stadtplatz mit Rathaus

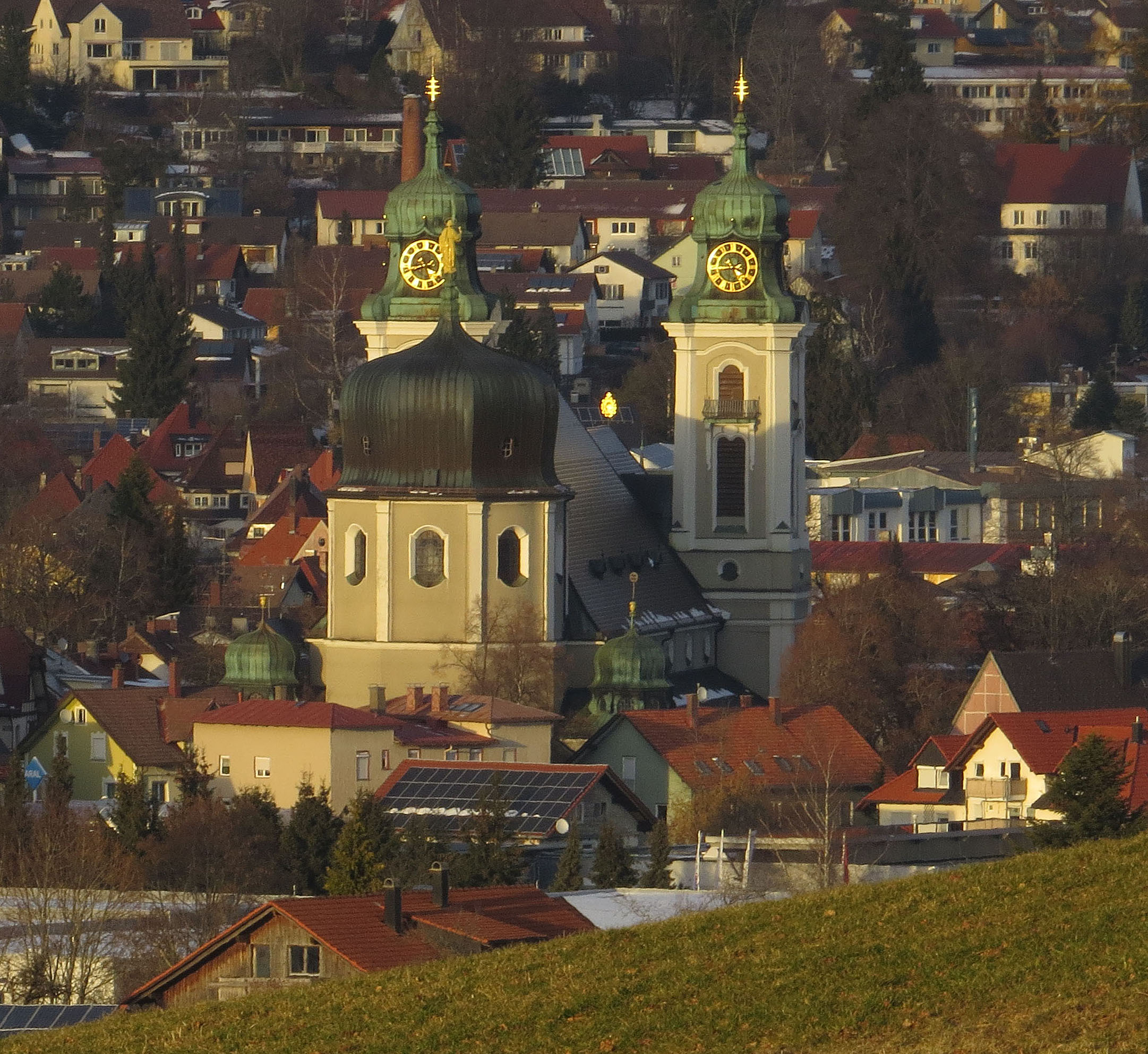
Stadtpfarrkirche in der Abendsonne

Lindenberg im Allgäu (amtlich: Lindenberg i.Allgäu, westallgäuerisch Lindəbərg) ist mit rund 11.500 Einwohnern die zweitgrößte Stadt im schwäbischen Landkreis Lindau (Bodensee). Geographisch liegt die Stadt auf dem nordöstlichen Ausläufer des Pfänderstocks.
Der Ort, etwa in der Mitte der Region Westallgäu gelegen, ist ein anerkannter Luftkurort und liegt an der Deutschen Alpenstraße.

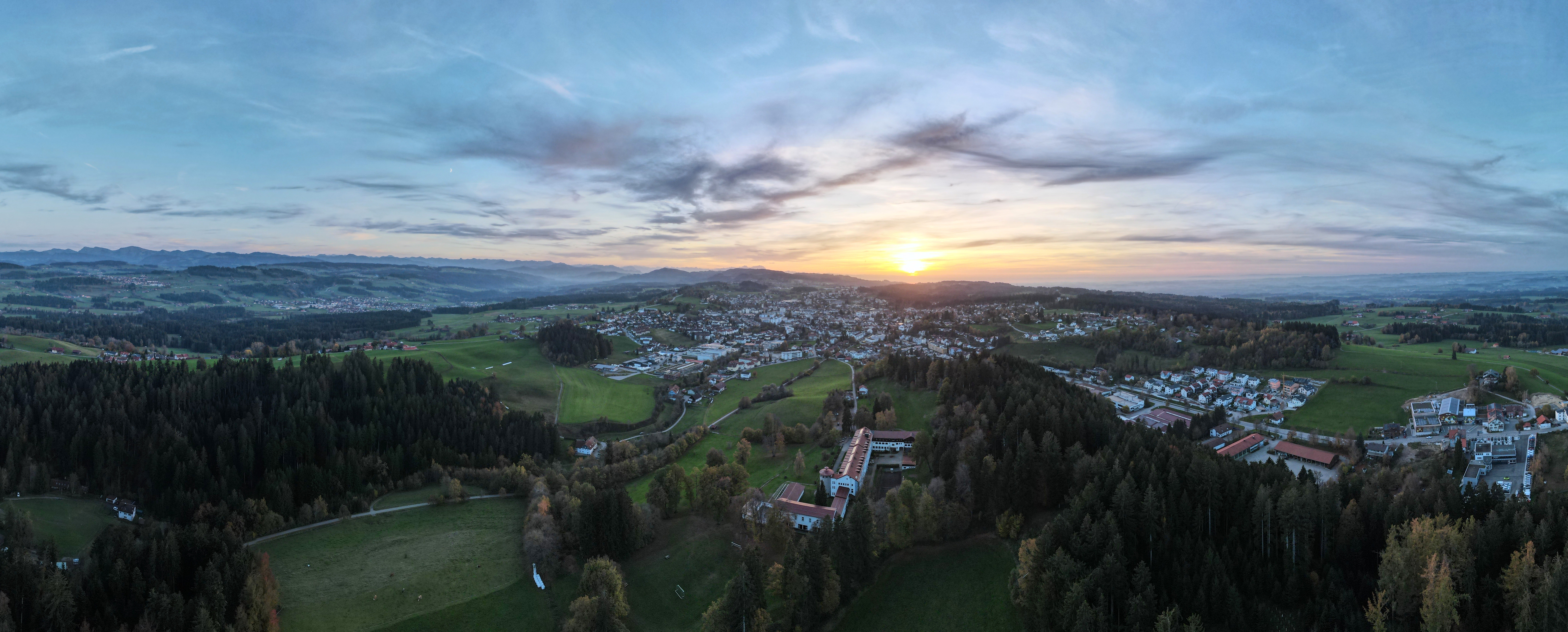
Lindenberg im Allgäu mit Blick nach West

## Geografie

### Gemeindegliederung
Es gibt 9 Gemeindeteile (in Klammern ist der Siedlungstyp angegeben):
- Ellgassen (Dorf)
- Goßholz (Dorf)
- Kellershub (Dorf)
- Lindenberg im Allgäu (Hauptort)
- Manzen (Weiler)
- Nadenberg (Dorf)
- Ratzenberg (Weiler)
- Ried (Dorf)
- Weihers (Dorf)

Es gibt nur die Gemarkung Lindenberg im Allgäu.

### Nachbargemeinden
Lindenberg im Allgäu ist von den Gemeinden Scheidegg, Weiler-Simmerberg, Heimenkirch, Röthenbach (Allgäu) und Opfenbach umgeben.

### Klima
Lindenberg, das in nebelarmer Höhenlage liegt, war 2006 mit 2217 Sonnenstunden die sonnenreichste Stadt Deutschlands. Im Jahr 2009 waren es nur 1977 Stunden, trotzdem war Lindenberg damit neben Scheidegg Sonnenreichster Ort Bayerns. (Der statistisch relevante langjährige Durchschnitt der Sonnenscheindauer über eine Periode von 30 Jahren, der die Basis für Vergleiche mit anderen Stationen ist, liegt naturgemäß tiefer als solche Spitzenwerte eines einzelnen Jahres.)

## Geschichte

### Bis zum 18. Jahrhundert
Ab etwa 500 v. Chr. siedelten vereinzelt Kelten im Allgäu und trieben Ackerbau.
Um das Jahr 15 v. Chr. wurde das Gebiet von römischen Truppen besetzt. Sie dehnten das römische Gebiet Richtung Donau aus und bauten später eine Römerstraße, die Brigantium (Bregenz) über Cambodunum (Kempten (Allgäu)) mit Augusta Vindelicorum (Augsburg) verband. Um 500 bezwangen Alemannen den römischen Limes und bewohnten seitdem das Gebiet. Im 8. Jahrhundert war das Gebiet des heutigen Lindenberg in der Hand des Adelsgeschlechts der Udalrichinger von Bregenz und deren Erben.
Im 9. Jahrhundert ging das Gebiet an St. Gallen. Die erste schriftliche Erwähnung Lindenbergs findet sich auf einer Besitzurkunde des Klosters St. Gallen. Im Jahr 857 schenkten Patacho und Sigibert, zwei bedeutende Adelige, Güter in „Lintiberc“ an das Kloster St. Gallen. Dann ging der Ort an die Grafen von Montfort über, deren Stammburg bei Bregenz noch heute zu sehen ist. Deren Vogt saß in Thalersdorf (Dallendorf) bei Gestratz und dorthin mussten die Bauern ihren Zehnten bringen. Im Jahr 1249 kamen Kirche, Güter und Untertanen an das Kloster Mehrerau, das 1097 entstanden war. Die Pfarrei Lindenberg wurde erstmals im Jahr 1257 im Liber decimationis der Diözese Konstanz erwähnt.

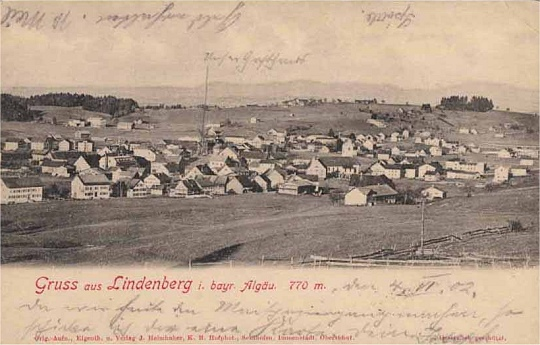
Ansichtskarte aus Lindenberg (1902)

1634 während des Dreißigjährigen Krieges brachen schwedische Truppen ins Westallgäu ein; im Frühjahr 1634 wurden große Teile von Lindenberg eingeäschert. Größere Bedeutung erlangte Lindenberg, als es 1784 die Marktrechte erhielt. Jetzt durften bis zu drei Viehmärkte pro Jahr abgehalten werden.

### Übergang zu Bayern
Lindenberg gehörte bis zu den Napoleonischen Kriegen als Teil der Herrschaft Bregenz-Hohenegg zum Habsburgerreich. Ein französisches Heer zog 1796 im Allgäu ein und drang bis Kempten vor. Im Vertrag von Brünn vom 10. Dezember 1805 kam der Ort zum neugeschaffenen Königreich Bayern; im Frieden von Pressburg stimmte das Kaisertum Österreich unter Franz I. Ende 1805 einigen Abtretungen zu. Mit den Gemeindeedikten von 1808 und 1818 entstand die heutige Gemeinde.
Bereits im Jahr 1656 wurden Lindenberger Strohhüte im Hausierhandel und auf Märkten verkauft. 1755 begann man damit, die Herstellung und den Vertrieb von Strohhüten zu organisieren. Bis 1914 entstanden so zahlreiche kleine Firmen. 1913 betrug die Jahresproduktion über 5 Millionen Stück. Die Hutindustrie ist heute wirtschaftlich bedeutungslos; die Erinnerung an sie wird mit einem jährlich stattfindenden „Huttag“ sowie einem Hutmuseum wachgehalten.
1901 wurde Lindenberg an die Bahnstrecke Röthenbach–Scheidegg angeschlossen. 1914 wurde der Ort zur Stadt erhoben. Am 14. Mai 1914 wurde die Stadtpfarrkirche St. Peter und Paul eingeweiht. Beide Weltkriege brachten die Hutproduktion im Ort zum Erliegen. Lindenberg wurde am 30. April 1945 von französischen Truppen besetzt. 1955 kam der Bayerische Kreis Lindau zurück zum Freistaat Bayern. 1993 wurde die Bahnlinie durch Lindenberg eingestellt. 2014 wurde das Deutsche Hutmuseum in Lindenberg eröffnet.

### Einwohnerentwicklung
Lindenberg im Allgäu wuchs von 1988 bis 2008 um 1.044 Einwohner bzw. um ca. 10 %. Zwischen 1988 und 2018 wuchs die Stadt von 10.171 auf 11.546 um 1.375 Einwohner bzw. um 13,5 %.
Die Einwohnerzahlen ab dem Jahr 1840 beziehen sich auf die heutige Gemeindefläche (Stand: 1978).
| Bevölkerungsentwicklung | Bevölkerungsentwicklung | Bevölkerungsentwicklung | Bevölkerungsentwicklung | Bevölkerungsentwicklung | Bevölkerungsentwicklung | Bevölkerungsentwicklung | Bevölkerungsentwicklung | Bevölkerungsentwicklung | Bevölkerungsentwicklung | Bevölkerungsentwicklung | Bevölkerungsentwicklung | Bevölkerungsentwicklung | Bevölkerungsentwicklung | Bevölkerungsentwicklung | Bevölkerungsentwicklung | Bevölkerungsentwicklung |
| ----------------------- | ----------------------- | ----------------------- | ----------------------- | ----------------------- | ----------------------- | ----------------------- | ----------------------- | ----------------------- | ----------------------- | ----------------------- | ----------------------- | ----------------------- | ----------------------- | ----------------------- | ----------------------- | ----------------------- |
| Jahr                    | 1840                    | 1900                    | 1939                    | 1950                    | 1961                    | 1970                    | 1987                    | 1991                    | 1995                    | 2000                    | 2005                    | 2010                    | 2015                    | 2016                    | 2020                    | 2023                    |
| Einwohner               | 1.263                   | 3.093                   | 5.412                   | 6.733                   | 8.244                   | 9.888                   | 10.075                  | 10.846                  | 11.355                  | 11.505                  | 11.354                  | 11.102                  | 11.295                  | 11.500                  | 11.512                  | 11.741                  |

## Politik

### Stadtrat
|      | CSU | SPD | FW | Grüne | Gesamt |
| 2002 | 9   | 7   | 7  | 1     | 24     |
| 2008 | 9   | 6   | 7  | 2     | 24     |
| 2014 | 8   | 6   | 7  | 3     | 24     |
| 2020 | 8   | 5   | 6  | 5     | 24     |

### Bürgermeister
| - Franz Josef König (1808–1822) - Johann Jakob Ellgaß (1822–1827) - Gebhard Hueber (1827–1842) - Johann Georg Hutter (1842–1860) - Johann Evangelist Keller (1860–1884) - Johann Mayer (1884–1888) - Ignaz Specht (1889–1895) - Johann Mayer (1895–1902) - Josef Fehr (1902–1908) - Hans Alois Schmitt (1908–1924) - Michael Meier (1925–1927) | - Victor Jacobi (1927–1929) - Edmund Stoeckle (1929–1933) - Hans Vogel (1933–1945) - Walter Kaiser (1945–1946) - Rudolf Feurle (1946–1952) - Fritz Fugmann (1952–1965) - Johannes Bauer (1965–1968) - Helmut Krammel (1969–1987) - Eduard Leifert (1987–1996) - Johann Zeh (1996–2014) - Eric Ballerstedt (seit 2014) |

### Partnerstädte
- Vallauris-Golfe-Juan, Frankreich, seit 1999
- Saline (Michigan), USA, seit 2003

### Wappen
| Wappen von Lindenberg im Allgäu | Blasonierung: „In Silber auf grünem Dreiberg eine zweitürmige rote Kirche in Vorderansicht mit breitem Vorbau und blauen Dächern, beiderseits je eine grüne Linde.“ |
| Wappen von Lindenberg im Allgäu | Wappenbegründung: Lindenberg erhielt 1784 von Kaiser Josef II. Marktrechte. Der Markt schickte 1835 zwei Wappenentwürfe an das Reichsheroldenamt. Einer zeigte in etwa das heutige Wappen. Im anderen Entwurf war ein Florentinerhut abgebildet, der auf die für den Ort damals sehr wichtige Hutindustrie hinweisen sollte. Dieser Entwurf wurde mit dem Hinweis, dass Damenhüte mit der Mode wechseln, abgelehnt. Auch wenn die Hutindustrie heute keine so große Rolle mehr spielt, so kürt die Hutstadt Lindenberg nach wie vor alle zwei Jahre eine Hutkönigin. Die Linden auf grünem Dreiberg stehen redend für den Ortsnamen. Die Kirche weist auf die katholische Stadtpfarrkirche St. Peter und Paul hin. 1930 wurden die Farben für das Wappen in seiner heutigen Form festgelegt und vom Innenministerium bestätigt. |

## Kultur und Sehenswürdigkeiten

### Bildende Kunst
- Die Stadt vergibt seit 1987 jährlich einen Kulturpreis.[9] Erster Preisträger war der Maler Luis Gurschler.
- Der Westallgäuer Kunstpreis 2009 ging an den Maler Albert Malnati aus Wasserburg. Der mit 1000 € dotierte Preis wird im Rahmen der Westallgäuer Kunstausstellung verliehen.[10]
- Der Lindenberger Kulturpreis 2009 (dotiert mit 1500 €) ging an Erich Felder[11]

### Bauwerke

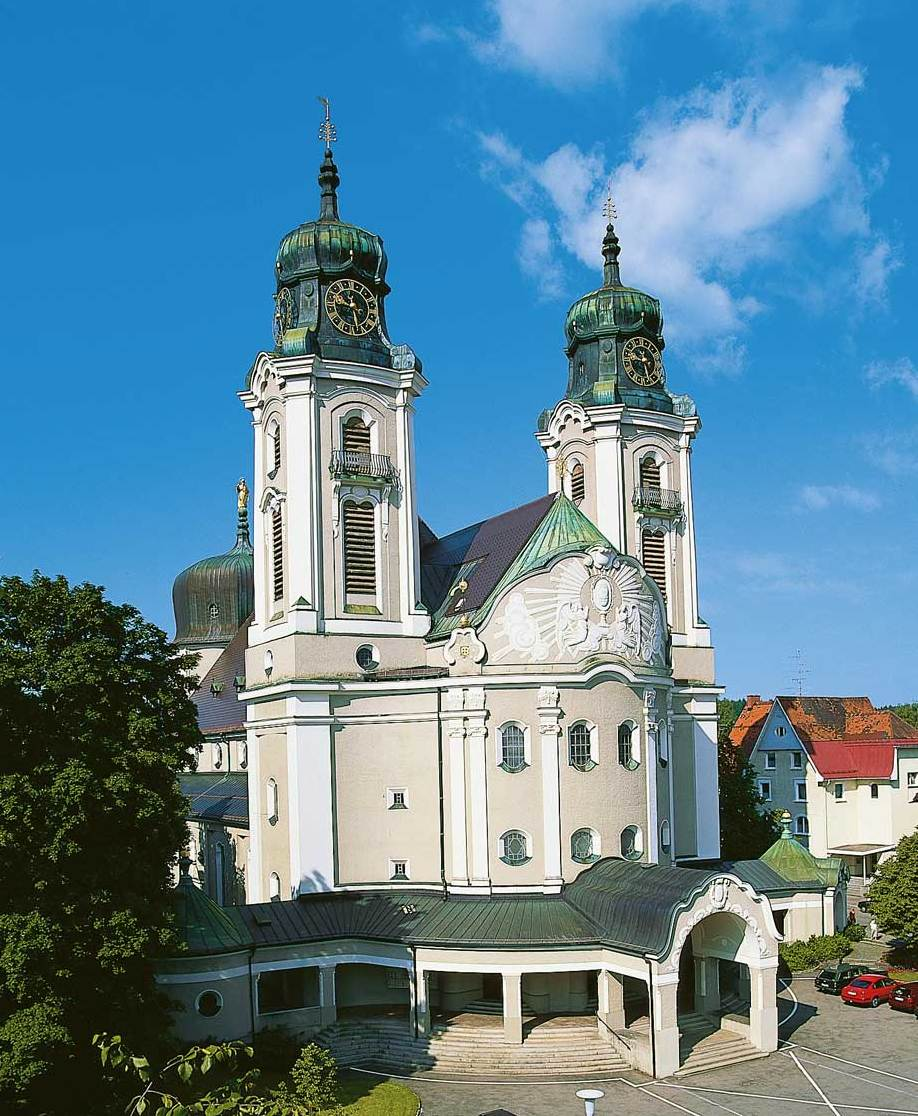
Stadtpfarrkirche St. Peter und Paul, Lindenberg im Allgäu, Doppelturm-Fassade

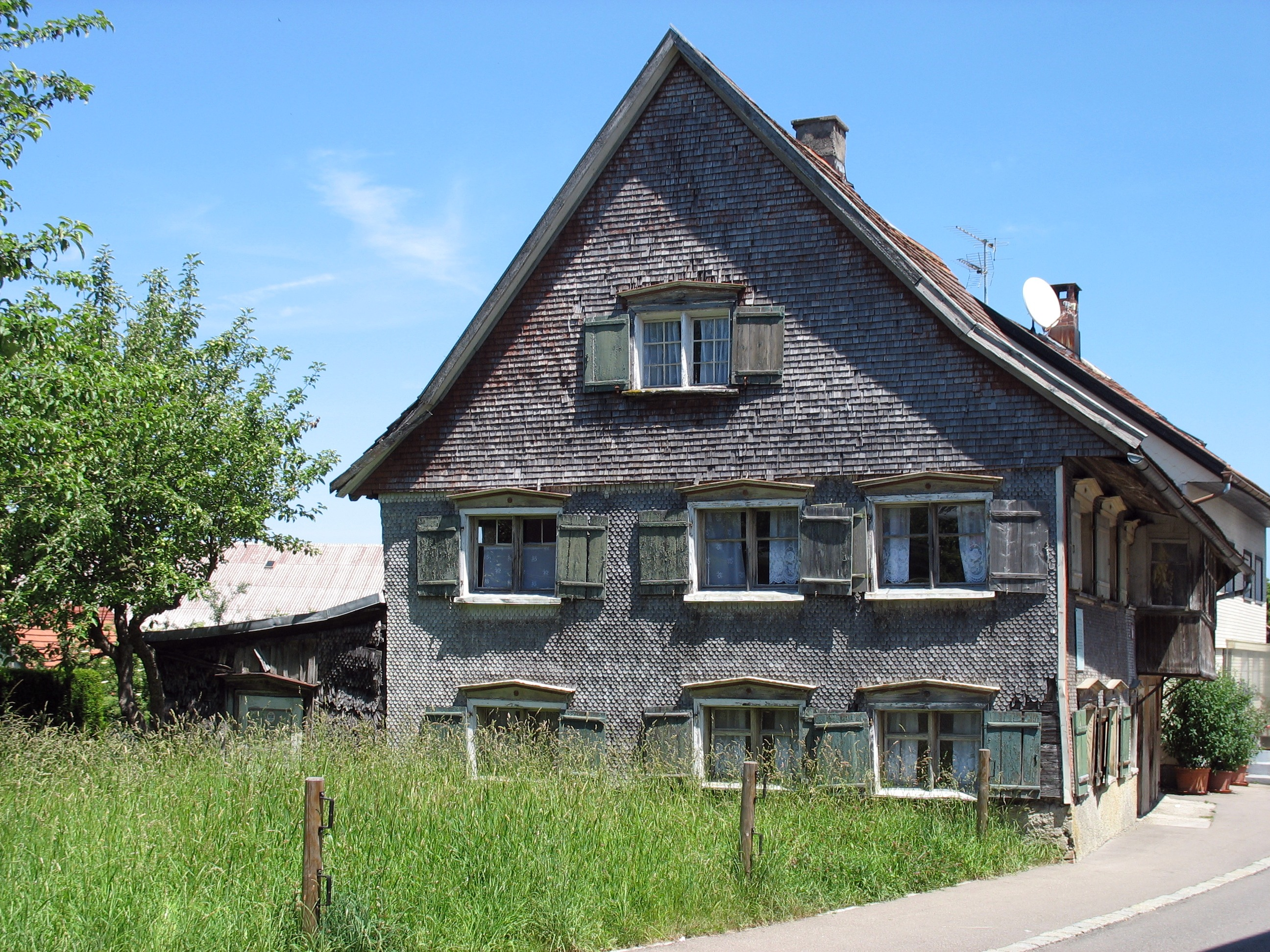
Wohnhaus Hansenweiherstraße 6, 18. Jahrhundert

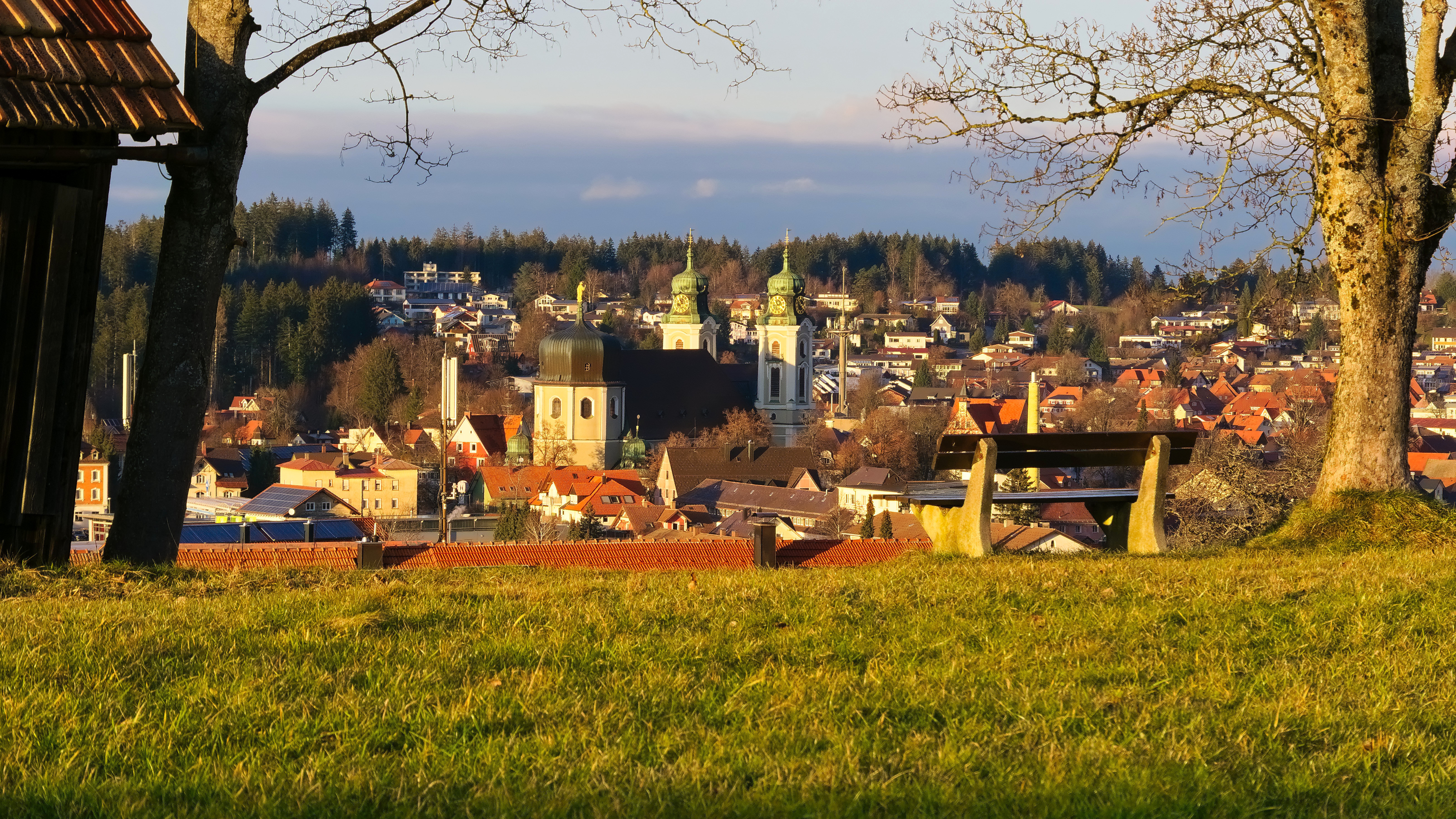
St. Peter und Paul, auch Dom des Westallgäus genannt

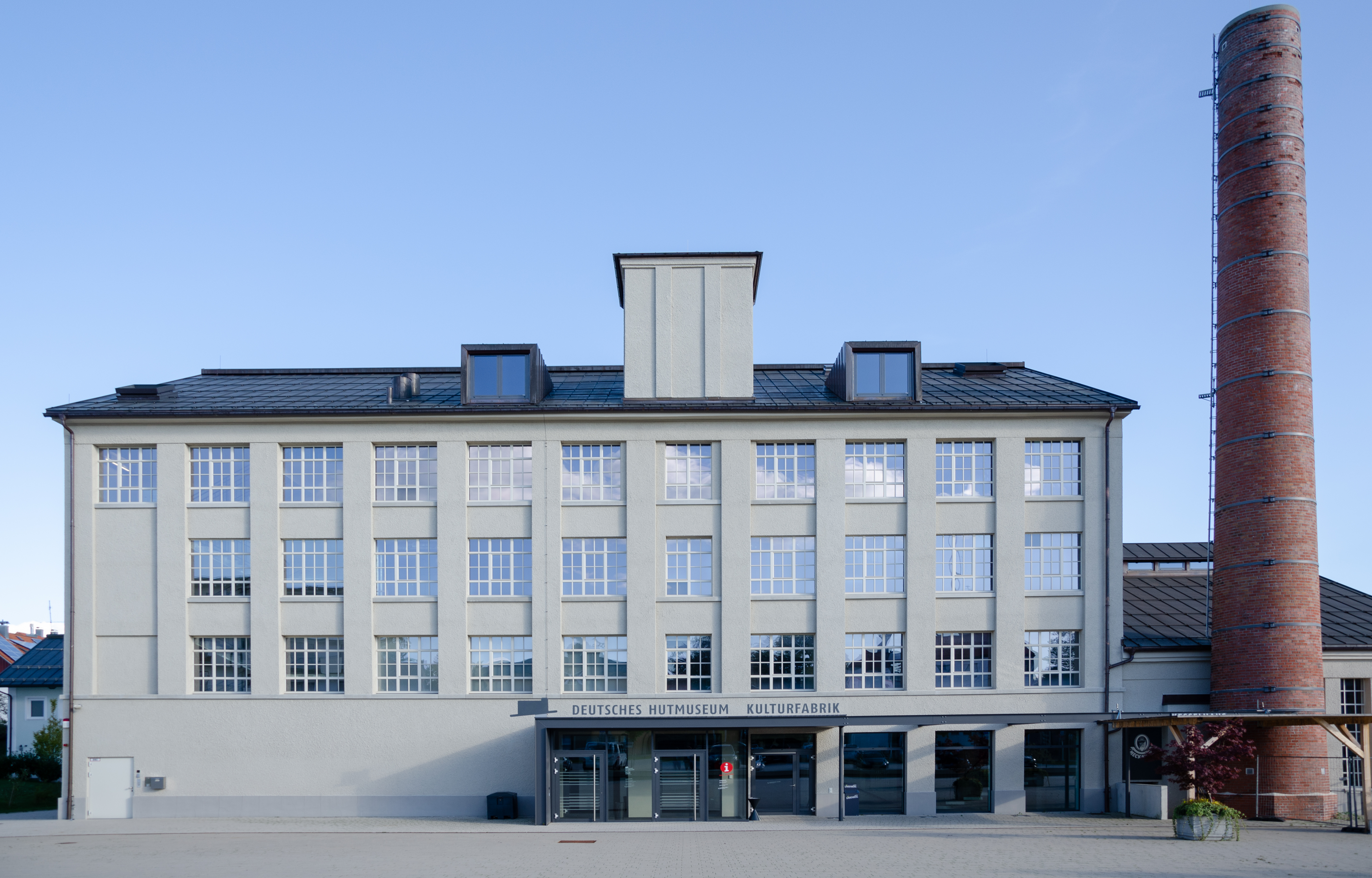
Deutsches Hutmuseum

Stadtpfarrkirche St. Peter und Paul
Die Grundsteinlegung für diese auch Dom des Westallgäus genannte Kirche erfolgte am 8. September 1912, die Einweihung am 1. August 1914. Architekt des neubarocken Baus war Franz Rank. Das 1961 entstandene Deckengemälde gilt als das bedeutendste Werk des Goßholzer Kunstmalers Paul Keck (1904–1973).
Aureliuskirche
Die alte Peter-und-Paul-Kirche wird wegen einer Reliquie des heiligen Aurelius nach diesem benannt, um sie nicht mit der neuen Stadtpfarrkirche zu verwechseln. Sie stammt aus dem Mittelalter und wurde im 17. Jahrhundert nach einem Brand wieder neu aufgebaut; sie war bis zum Jahr 1914 die Stadtpfarrkirche.
Hutmuseum
Das bisherige Hutmuseum Lindenberg, das auf über 300 m² Hüte, Hutpressen, Rohlinge und viele bemerkenswerte Details zum Thema Hut zeigte, hat am 27. Oktober 2013 seine Pforten geschlossen. Als Deutsches Hutmuseum Lindenberg wurde es am 13. Dezember 2014 in erweiterter und modifizierter Form im Gebäude der einstigen Hutfabrik Ottmar Reich wieder eröffnet.

### Baudenkmäler
- Rathaus (Lindenberg im Allgäu)

### Landschaftliche Besonderheiten
- Findling östlich von Lindenberg

Waldsee

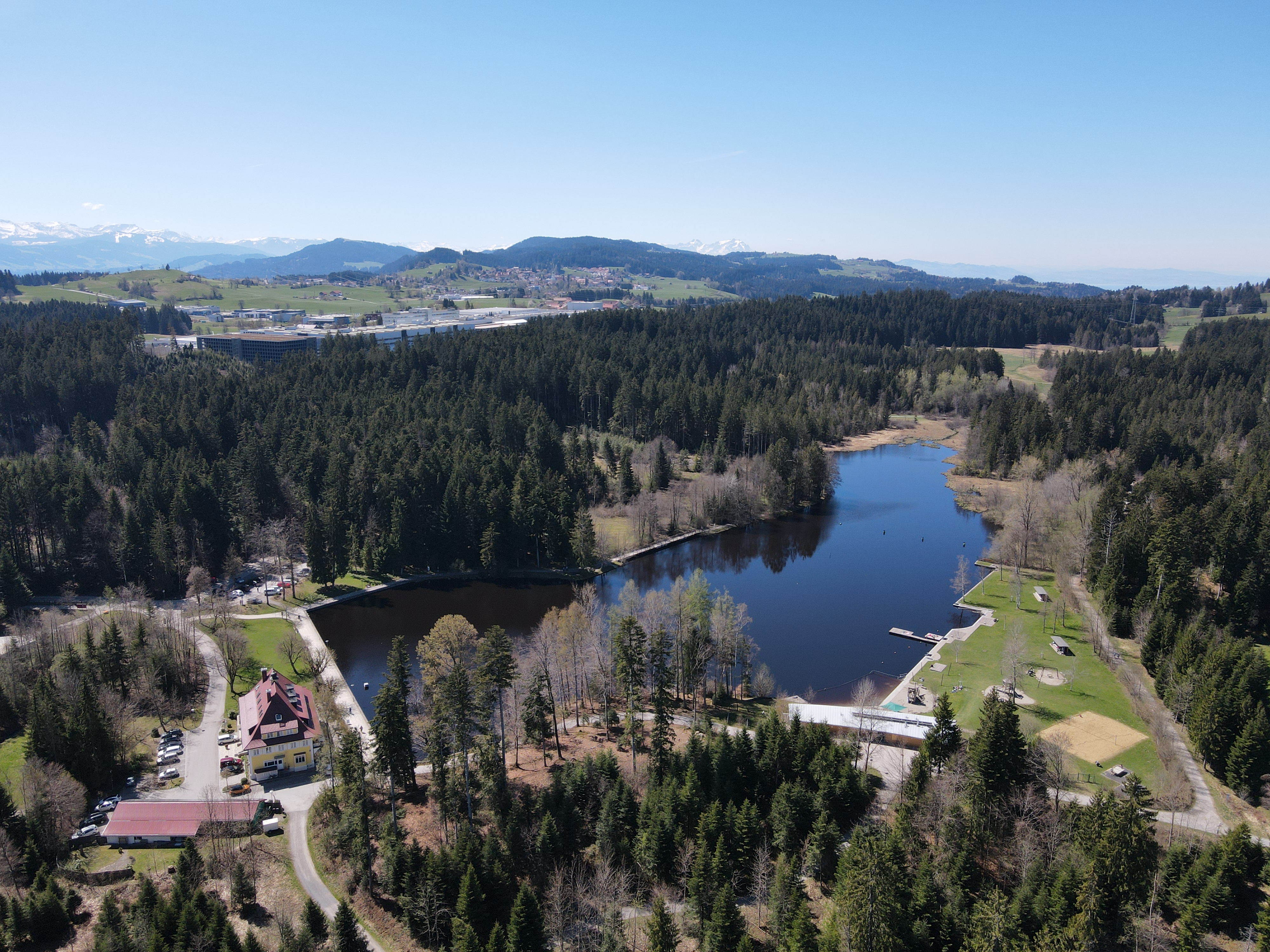
Waldsee von oben

Der Waldsee ist einer der höchstgelegenen Moorseen Deutschlands auf 765,4 Meter und wurde bereits im Mittelalter als Fischweiher angelegt.

### Regelmäßige Veranstaltungen

#### Käse- und Gourmetfest
In Lindenberg findet das „Internationale Käse- und Gourmetfest“ statt, auf dem Käsehersteller aus der Region, aber auch aus Frankreich, der Schweiz, Österreich, Italien, Holland und Slowenien vertreten sind.

#### Huttag
Der sogenannte „Huttag“ findet jedes Jahr im April statt. Hierzu wählen die Lindenberger alle zwei Jahre ihre Lindenberger Hutkönigin.
Während der zweijährigen Amtszeit repräsentiert sie die Hutstadt Lindenberg und das Westallgäu bei Veranstaltungen und Events, auf Touristik- bzw. Modemessen, in Publikationen und bei Hutmodeschauen.

#### Sozialistenhut
Der Sozialistenhut ist ein jährlich in Lindenberg vom Kreisverband Lindau der SPD Bayern verliehener Preis.

## Wirtschaft und Infrastruktur

### Wirtschaft
In Lindenberg sind neben einem traditionellen Käsewerk Zulieferbetriebe der Luftfahrt- und Automobilindustrie sowie eines der größten europäischen Fotogroßlabore angesiedelt.

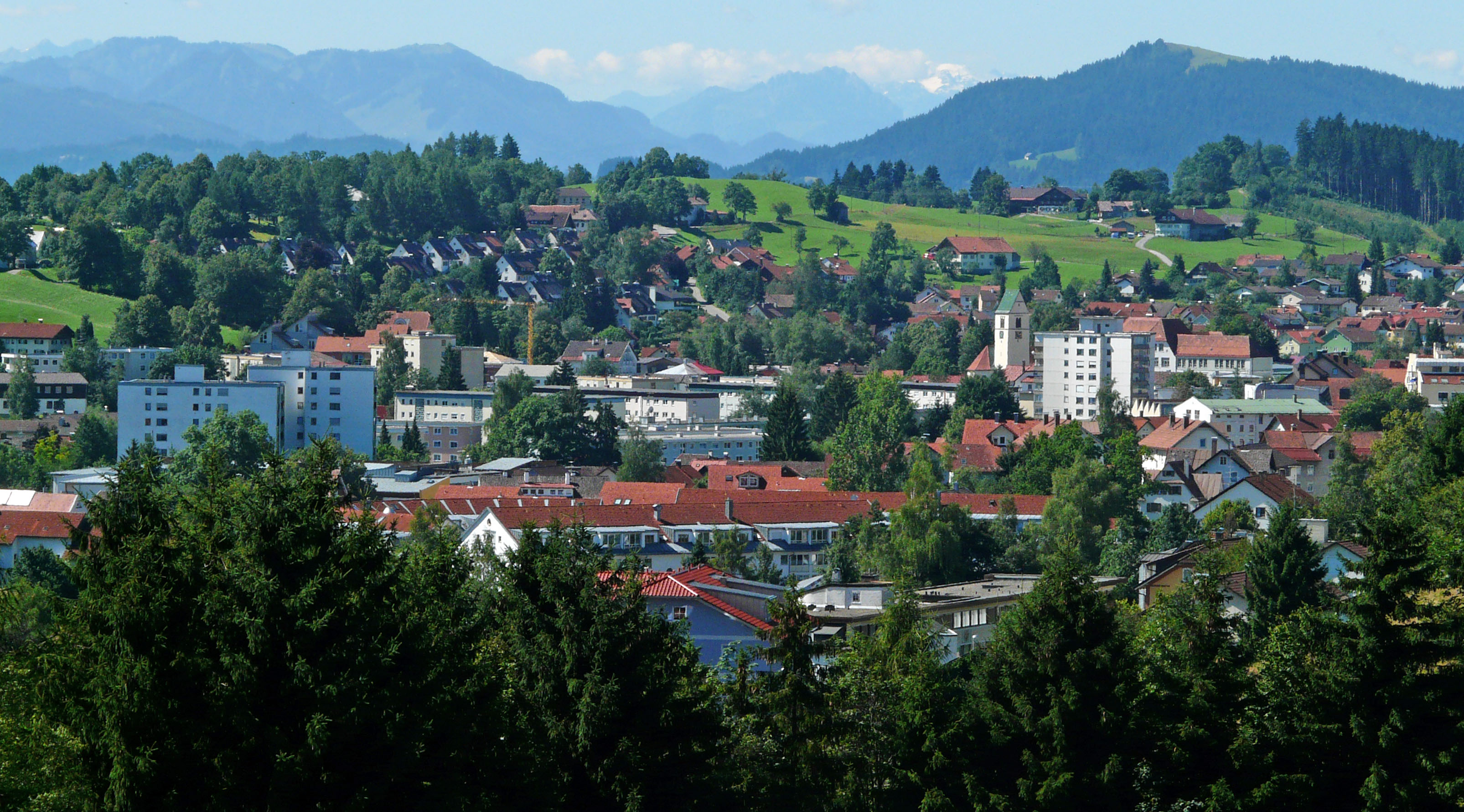
Lindenberg im Allgäu – Teilansicht

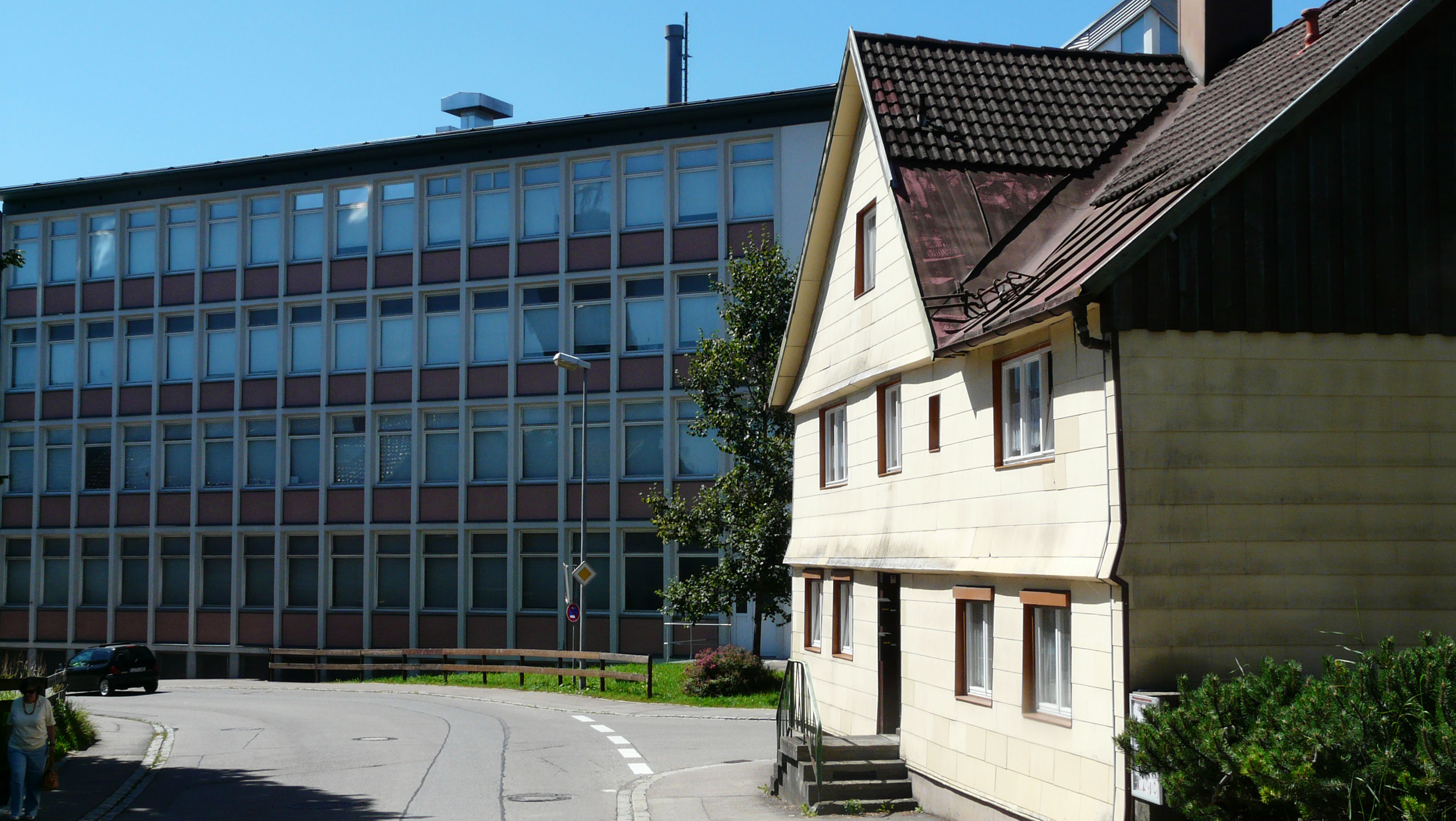
Typischer Architekturkontrast in Lindenberg im Allgäu

Bedeutende Firmen und Einrichtungen sind:
- Liebherr-Aerospace GmbH: Fahrwerke, Betätigungssysteme, Flugsteuerungen und Elektronik für Luftfahrzeuge
- Mayser GmbH & Co. KG: Kopfbedeckungen, Schaumstofftechnik, Verformungstechnik und Sicherheitstechnik
- Schreiber & Rupp Käsewerk[18]/Bergland Käsewerk
- Mauderer Alutechnik GmbH[19]
- allcop Farbbild-Service Bilderverarbeitung GmbH & Co. KG[20]
- Humboldt-Institut – Verein für Deutsch als Fremdsprache e. V.
- Kunstverlag Josef Fink
- Gebr. Baldauf GmbH & Co. KG – Käserei Baldauf[21]

### Bildung
Die Stadt verfügt über je eine Grund-, Mittel- und Realschule sowie ein Gymnasium. Daneben die zwei Förderschulen Antonio Huber und St. Martin. Des Weiteren sind ein Humboldt-Institut des Vereins für Deutsch als Fremdsprache und eine Berufsfachschule für Pflege in Lindenberg ansässig.

### Gesundheitswesen

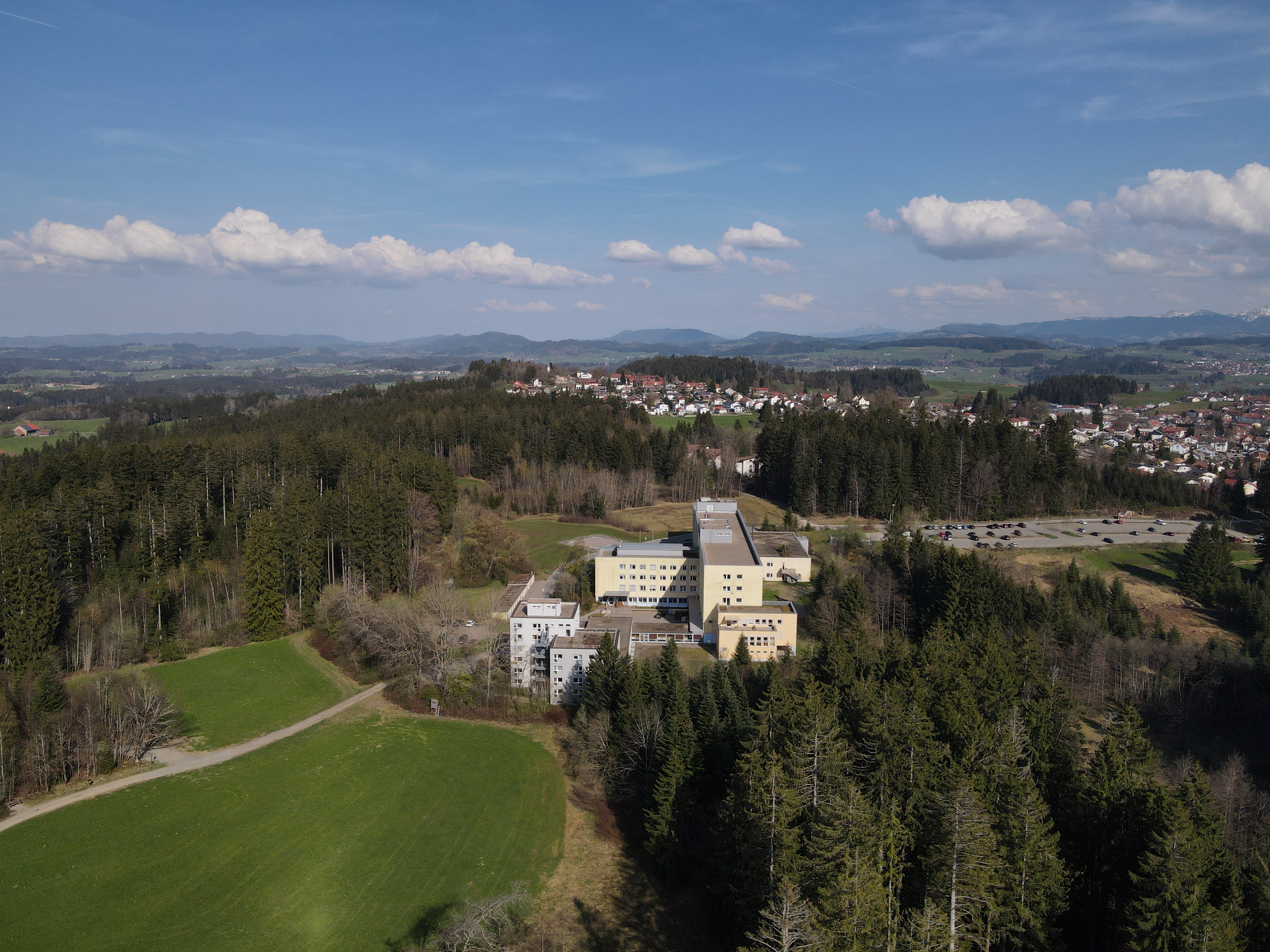
Lindenberger Rotkreuzklinik von oben

Lindenberg besaß mit der Rotkreuzklinik Lindenberg ein Krankenhaus der Grund- und Regelversorgung. Es wurde 1963 gegründet und verfügt über 174 Betten. Es wurde 2024 aufgrund schlechter Kapitalumsätze geschlossen.

## Persönlichkeiten

### Söhne und Töchter der Stadt
In Lindenberg geboren wurden:
- Johann Georg Specht (1721–1803), Baumeister und Architekt
- Josef Anton Specht (1828–1894), Bergsteiger und Unternehmer
- Anton Fehr (1881–1954), Agrarwirtschaftler und Politiker (Landwirtschaftsminister in der Weimarer Republik, Bayerischer Landwirtschaftsminister)
- Hanns Hagenauer (1896–1975), Maler und Zeichner
- Luis Gurschler (1913–2000), Maler, erster Kulturpreisträger der Stadt Lindenberg[22]
- Albert Wucher (1920–2010), Journalist und Autor
- Hermann Stoller (1932–2009), Heimatforscher
- Burkhard Fehr (* 1942), Klassischer Archäologe
- Werner Specht (* 1942), Maler und Liedermacher
- Josef Fink (* 1947), Verleger, gründete 1996 in Lindenberg den Kunstverlag Josef Fink, erhielt 2017 den Kulturpreis der Stadt Lindenberg[23]
- Thomas Elbert (* 1950), Neuropsychologe und Hochschullehrer
- Bernhard Jott Keller (* 1950), Maler, Fotograf und Autor
- Joachim Pfeiffer (* 1950), Literaturwissenschaftler
- Stephan Huber (* 1952), Bildhauer
- Klaus Gietinger (* 1955), Filmregisseur und Drehbuchautor
- Ulrich Netzer (* 1955), Politiker (CSU), Oberbürgermeister von Kempten, Präsident des Sparkassenverbandes Bayern
- Max Schmelcher (* 1956), Bildhauer
- Wolfgang Pissors (* 1958), Schauspieler und Sänger
- Wolfgang Beck (* 1964), politischer Beamter (SPD)
- Harald Heinrich (* 1967), Domkapitular und Generalvikar im Bistum Augsburg
- Heike Allgayer (* 1969), Medizinerin und Hochschullehrerin
- Thomas Reichart (* 1971), Fernsehjournalist und Autor
- Tobias Steinhauser (* 1972), ehemaliger Radrennfahrer
- Markus Striedl (* 1980), Politiker
- Markus Miller (* 1982), Fußballtorwart (unter anderem Karlsruher SC, Hannover 96)
- Philipp Schmid (* 1986), deutscher Skirennläufer
- Alex Burkhard (* 1988), Autor, Slam-Poet und Kabarettist
- Fabian Buhl (* 1990),  Boulderer und Alpinist
- Alessandro Riedle (* 1991), Fußballspieler (derzeit SC Brühl St. Gallen)
- Jannik Rochelt (* 1998), Fußballspieler
- Georg Steinhauser (* 2001), Radrennfahrer

### Weitere Persönlichkeiten
In Lindenberg lebten und wirkten bzw. leben und wirken außerdem:
- Johann Evangelist Keller (1824–1910), Bürgermeister 1860–1884, Reichstags- und Landtagsabgeordneter
- Heinrich Brauns (1868–1939), Politiker (Arbeitsminister in der Weimarer Republik)
- Otto Keck (1873–1948), Gastwirt in Goßholz und der Maler des Allgäus
- Otto Geßler (1875–1955), Politiker (Reichswehrminister in der Weimarer Republik 1920–1928), Präsident des Bayerischen Roten Kreuzes und Ehrenpräsident des Deutschen Roten Kreuzes
- Fritz Thelen (1906–1993), Musikdirektor, Musikpädagoge
- Arno Dietel (* 1918), Geschäftsführer der Ottmar Reich GmbH & Co.[24]

### Ehrenbürger
- 1897: Gebrüder Antonio, Martino und Gebhard Huber, Pferdehändler
- 1902: Johann Evangelist Keller (1824–1910), Bürgermeister und Mitglied des Deutschen Reichstags
- 1902: Johann Mayer, Altbürgermeister
- 1925: Johann Evangelist Egger, Stadtpfarrer
- 1951: Anton Fehr (1881–1954), ehemaliger Reichslandwirtschaftsminister
- 1952: Otto Geßler (1875–1955), ehemaliger Reichswehrminister
- 1970: Karl Schwendemann, Stadtpfarrer